# Baby, Let Me Follow You Down
Baby, Let Me Follow You Down – tradycyjna piosenka folkowa, której autorami byli Reverend Gary Davis, Dave Van Ronk i Eric Von Schmidt. Utwór powstał na przełomie lat 20. i 30. XX wieku. Piosenka w wykonaniu Boba Dylana znalazła się na pierwszym albumie muzyka, Bob Dylan (1962).
Pierwotnie kompozycja nosiła tytuł „Mama Let Me Lay It on You”. Oryginał został nagrany przez Blind Boy Fullera i opublikowany na singlu w 1936 roku.

## Historia utworu
Pochodzenie utworu nie jest całkiem jasne, choć jest raczej pewne, iż jego początki sięgają okresu sprzed 1930 roku.
Linia przekazu piosenki wygląda następująco: Dylan podkreślał, że nauczył się utworu od Erica von Schmidta. Schmidt z kolei jako swojego nauczyciela wymieniał mało znanego folkowca Geno Foremana, który, jak sam mówił, nauczył się piosenki z 78. (78 rpm) Blind Boy Fullera „Baby, Let Me Lay It on You”. Utwór ten figuruje w dyskografii Fullera pod tytułem „Mama Let Me Lay It on You” i został nagrany 29 kwietnia 1936 oraz powtórnie 5 kwietnia 1938 jako „Mama Let Me Lay It on You No. 2”. 3 czerwca 1936 utwór został nagrany przez Waltera Colemana (lub Cole).
Podobno piosenka została także nagrana przez wielebnego Gary’ego Davisa. Podobne motywy i tematy występowały także w piosenkach innych bluesmanów w latach 30. XX wieku, m.in. Memphis Minnie, Snooksa Eaglina i Big Billa Broonzy’ego.
W nocie do swojego pierwszego albumu Dylan napisał, iż przypuszcza, że Schmidt wykorzystał pewne elementy do swojej wersji z nagrań Horace’a Sprotta z Alabamy, który został nagrany w 1954 roku.
Zasadniczo „Baby, Let Me Follow You Down” (Baby, Let Me Lay It on You) jest tradycyjnym bluesem Wschodniego Wybrzeża i może być spokrewniony z takimi utworami jak „Paper of Pins” czy „The Keys to Heaven”, znanymi zarówno na Wschodzie, jak i w Missisipi. Ich wariacją jest być może „Can I Do It for You?” Memphis Minnie.
- Blind Boy Fuller Complete Recorded Works, Volume 2 (1936-1938) 1992
- Rev. Gary Davis Blues & Ragtime 1993

## Sesje i koncerty Dylana, na których wykonywał ten utwór
Sesje nagraniowe
Prawdopodobnie pierwszą jego wersją „Baby, Let Me Follow You Down” nagraną w ogóle, była ta umieszczona na pierwszym albumie:
- 20 listopada 1961 – sesje do albumu w Columbia Studio A w Nowym Jorku.
- 23 listopada – Dylan nagrywa piosenkę w domu Evy i Maca McKenziech w Nowym Jorku. Taśma ta jest znana jako First McKenzie Tape.
- Podczas podróży do domu na Boże Narodzenie i Nowy Rok zatrzymał się u przyjaciół w Minneapolis w stanie Minnesota i nagrał tam dwie taśmy. Na obu znajduje się „Baby, Let Me Follow You Down”.
- 22 grudnia 1961 – pierwsza taśma została nagrana przez Tony’ego Glovera w domu Bonnie Beecher i nagrania te są uważane za lepsze od nagrań z pierwszego albumu. Stanowiły one istotną część pierwszego w historii bootlegu Great White Wonder.
- 22 grudnia 1961 – druga taśma została nagrana przez Dave’a Whittakera i nosi nazwę Minnesota Hotel Tape.
- Październik 1962 – Dylan znów nagrywa tego bluesa, tym razem do radiowego programu „Billy Faier Show” w studiu WBAI w Nowym Jorku.
- Styczeń 1964 – artysta przearanżował utwór i zarejestrował go jako swoją kompozycję u swojego wydawcy Witmark Music w The Witmark Studio w Nowym Jorku, z prawami autorskimi, ale później się z tego wycofał.

Koncerty

### 1962
- 25 listopada 1965 – koncert w „Arie Crown Theater” w McCormick Place w Chicago w stanie Illinois
- 4 grudnia 1965 – koncert w „Berkeley Community Theatre” w Berkeley w Kalifornii

### 1966
- 5 lutego 1966 – koncert w „Westchester County Center” w White Plains, Nowy Jork w stanie Nowy Jork
- 26 lutego 1966 – koncert w „Garden Island” w Hampstead w stanie Nowy Jork

Tournée po Australii i Europie (pocz. 13 kwietnia 1966)
- 13 kwietnia 1966 – koncert na stadionie w Sydney w Australii
- 19 lub 20 kwietnia 1966 – koncert w „Festival Hall” w Melbourne w Australii
- 29 kwietnia 1966 – koncert w „Konserthuset” w Sztokholmie w Szwecji
- 1 maja 1966 – koncert w KB-Hallen w Kopenhadze w Danii
- 10 maja 1966 – koncert w „Colston Hall” w Bristolu w Anglii
- 14 maja 1966 – koncert w „Odeon Theatre” w Liverpoolu w Wielkiej Brytanii
- 15 maja 1966 – koncert w „DeMontford Hall” w Leicester w Anglii
- 16 maja 1966 – koncert w „Gaumont Theatre” w Sheffield w Anglii
- 17 maja 1966 – koncert we „Free Trade Hall” w Manchesterze w Anglii. To wykonanie zostało wydane na The Bootleg Series Vol. 4
- 20 maja 1966 – koncert w „ABC Theatre” w Edynburgu w Szkocji
- 26 maja 1966 – koncerty w „Royal Albert Hall” w Londynie; koncerty wieczorny i nocny

### 1976
- 25 listopada 1976 – Dylan razem z grupą The Band wykonuje tę piosenkę na koncercie Last Waltz, który kończył istnienie tego zespołu. Album The Last Waltz (1978). Piosenka ta nie ukazała się na DVD.

W ponad 10 lat później Dylan znów zaczął wykonywać ten utwór podczas swojego Nigdy nie kończącego się tournée (ang. Never Ending Tour) (1988 i 1989).

## Dyskografia
- The Last Waltz The Band i Bob Dylan (1978)
- Biograph Bob Dylan (1985)
- The Bootleg Series Vol. 4: Bob Dylan Live 1966, The „Royal Albert Hall” Concert (1998)

## Inne wersje
- Dave Van Ronk nagrał tego bluesa na Just Dave Van Ronk (1964).
- Grupa The Animals wydała ten utwór pod tytułem „Baby Let Me Take You Home” jako swój pierwszy singel (marzec 1964).
- Mance Lipscomb nagrał utwór m.in. 28 listopada 1964. Ukazał się na albumie Texas Songster w 1989 roku.
- Etta Baker wydała tego bluesa na albumie Railroad Bill w 1999 roku.
- Robyn Hitchcock nagrał go na Robyn Sings (2002).
- Steve Earle.
- Brian Ferry na albumie Dylanesque (marzec 2007).